# Музыковский сельский совет (Белозёрский район)
Музыковский сельский совет (укр. Музиківська сільська рада) — входит в состав
Белозёрского района
Херсонской области
Украины.
Административный центр сельского совета находится в 
с. Музыковка
.

## История
- 1887 — дата образования.

## Населённые пункты совета
- с. Музыковка
- с. Высунцы
- с. Мирошниковка